# Philo McCullough

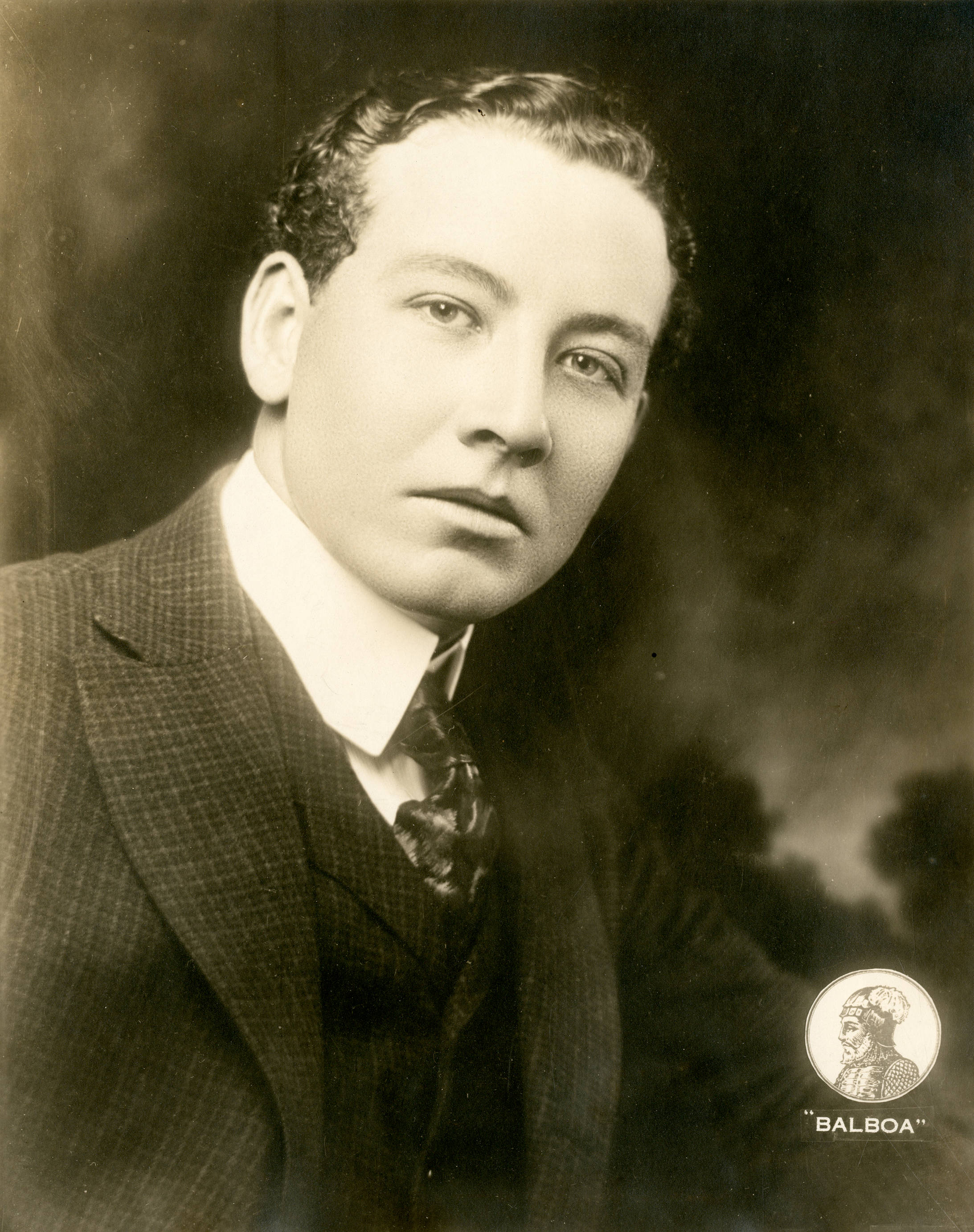
Philo McCullough, 1916

Philo McCullough (* 16. Juni 1893 in San Bernardino, Kalifornien; † 5. Juni 1981 in Burbank, Kalifornien) war ein US-amerikanischer Schauspieler.

## Leben
Philo McCullough wurde 1893 in San Bernardino, im US-Bundesstaat Kalifornien geboren.
McCulloughs Filmdebüt gab er 1912 bei der Selig Company. Zunächst spielte er leichte Komödienrollen, und 1921 führte er bei Die Braut des Westens Regie. Danach trat er hauptsächlich als Bösewicht auf. Sein schauspielerisches Schaffen umfasst rund 500 Produktionen, zuletzt trat er 1969 in Erscheinung.

## Filmografie
- 1914: The Livid Flame
- 1916: The Grip of Evil
- 1917: Vengeance of the Dead
- 1917: The Neglected Wife
- 1917: Tears and Smiles
- 1918: The Legion of Death
- 1918: A Rich Man’s Darling
- 1918: Modern Love
- 1918: The Dream Lady
- 1918: The Girl Who Wouldn’t Quit
- 1918: Daughter Angele
- 1919: Happy Though Married
- 1919: The Gay Lord Quex
- 1919: Johnny-on-the-Spot
- 1920: The Scoffer
- 1920: A Splendid Hazard
- 1920: Flame of Youth
- 1920: The Great Accident
- 1920: In the Heart of a Fool
- 1920: The Little Grey Mouse
- 1921: The Lamplighter
- 1922: West of Chicago
- 1922: The Strangers’ Banquet
- 1922: The Right That Failed
- 1922: Seeing’s Believing
- 1922: Calvert’s Valley
- 1923: The First Degree
- 1923: Die Frau von gestern (Yesterday’s Wife)
- 1923: The Fourth Musketeer
- 1923: Trilby
- 1923: Trimmed in Scarlet
- 1923: Forgive and Forget
- 1924: Hook and Ladder
- 1924: Wife of the Centaur
- 1924: Judgment of the Storm
- 1924: The Chorus Lady
- 1924: Racing for Life
- 1924: Daughters of Today
- 1925: Dick Turpin
- 1925: Die Schmuggler von Del Vista (Blue Blood)
- 1925: The Calgary Stampede
- 1925: The Boomerang
- 1925: The Mansion of Aching Hearts
- 1926: Wer niemals einen Kuß geküsst (Chip of the Flying U)
- 1926: The Devil’s Partner
- 1926: Eheketten (Mismates)
- 1927: Das Geheimnis des Vulkans (Silver Valley)
- 1927: The Woman Who Did Not Care
- 1928: The Night Flyer
- 1928: Warming Up
- 1928: Zeit des Flieders (Lilac Time)
- 1928: The Power of the Press
- 1929: Untamed Justice
- 1929: The Show of Shows
- 1931: Defenders of the Law
- 1931: Swanee River
- 1932: Menschen im Hotel (Grand Hotel)
- 1932: Das Dschungelgeheimnis (Jungle Mystery)
- 1933: Laurel und Hardy: Die Wüstensöhne (Sons of the Desert)
- 1934: Zirkus Barnum (The Mighty Barnum)
- 1935: Kampf um Indien (Clive of India)
- 1935: Die Elenden (Les Misérables)
- 1935: Annie Oakley (Annie Oakley)
- 1936: Klondike Annie
- 1936: Der Held der Prärie (The Plainsman)
- 1936: Born to Fight
- 1937: Finale in St. Petersburg (The Emperor’s Candlesticks)
- 1937: Manuel (Captains Courageous)
- 1938: Der Freibeuter von Louisiana (The Buccaneer)
- 1939: Der junge Mr. Lincoln (Young Mr. Lincoln)
- 1939: Frontier Marshal
- 1939: Mr. Smith geht nach Washington (Mr. Smith Goes to Washington)
- 1939: Der große Bluff (Destry Rides Again)
- 1940: Mein kleiner Gockel (My Little Chickadee)
- 1940: Der große Edison (Edison, the Man)
- 1941: Urlaub vom Himmel (Here Comes Mr. Jordan)
- 1944: Scotland Yard greift ein (The Lodger)
- 1944: Das Leben der Mrs. Skeffington (Mr. Skeffington)
- 1944: Heil dem siegreichen Helden (Hail the Conquering Hero)
- 1945: Solange ein Herz schlägt (Mildred Pierce)
- 1946: Trügerische Leidenschaft (Deception)
- 1947: Unser Leben mit Vater (Life with Father)
- 1948: Der Herr der Silberminen (Silver River)
- 1948: Osterspaziergang (Easter Parade)
- 1949: Samson und Delilah (Samson and Delilah)
- 1950: Stars in My Crown (Stars in My Crown)
- 1950: Vater der Braut (Father of the Bride)
- 1950: Mein Freund Harvey (Harvey)
- 1951: Spione, Liebe und die Feuerwehr (My Favorite Spy)
- 1952: Du sollst mein Glücksstern sein (Singin’ in the Rain)
- 1953: Das Kabinett des Professor Bondi (House of Wax)
- 1953: Der Untergang der Titanic (Titanic)
- 1953: Schwere Colts in zarter Hand (Calamity Jane)
- 1954: Ein neuer Stern am Himmel (A Star Is Born)
- 1954: Destry
- 1955: Jenseits von Eden (East of Eden)
- 1955: Komödiantenkinder (The Seven Little Foys)
- 1956: High Society (High Society)
- 1956: Giganten (Giant)
- 1957: Das Land des Regenbaums (Raintree County)
- 1958: Reporter der Liebe (Teacher’s Pet)
- 1958: Cheyenne (Cheyenne)
- 1958: Das letzte Hurra (The Last Hurrah)
- 1959: Der Mann aus Philadelphia (The Young Philadelphians)
- 1960: Heller in Pink Tights
- 1961: A Fever in the Blood
- 1961: Lied des Rebellen (Wild in the Country)
- 1964: Cheyenne (Cheyenne Autumn)
- 1964: My Fair Lady (My Fair Lady)
- 1965: Das große Rennen rund um die Welt (The Great Race)
- 1966: Big Deal at Dodge City
- 1967: Das Hotel (Hotel)
- 1969: The Great Bank Robbery
- 1969: Nur Pferden gibt man den Gnadenschuß (They Shoot Horses, Don’t They?)